# Reserva de la biosfera de Río San Juan
La Reserva de la Biosfera de Río San Juan se localiza en el sudeste de Nicaragua. Es una de las tres reservas de la biosfera que posee el país. Fue designada reserva de la biosfera por la Unesco en el 2003. Tiene una extensión de 1,392,300 ha.